# Campagne balcaniche dell'imperatore Maurizio
Nel Tardoantico, Maurizio (582-602) fu il solo imperatore romano, se si eccettua Anastasio I, che combatté per mantenere il possesso dei Balcani contro i barbari che premevano alle frontiere. Il sovrano condusse una serie di campagne per difendere la zona dagli assalti di Avari e Slavi. Nella seconda metà del suo regno, Maurizio poté concentrarsi su di essi dopo essere giunto ad una pace favorevole con la Persia sasanide. Le campagne balcaniche dell'imperatore Maurizio furono nel complesso vittoriose, e poco mancò che preservassero l'autorità bizantina (o romano orientale) sull'area a sud del Danubio. I successi riportati da Maurizio furono vanificati dal caos scatenatosi sotto i suoi successori, su tutti Foca. Si potrebbe azzardare che queste campagne siano le ultime "classiche" azioni contro i barbari sul limes renano-danubiano che dall'epoca augustea aveva delimitato l'orbis romanus.

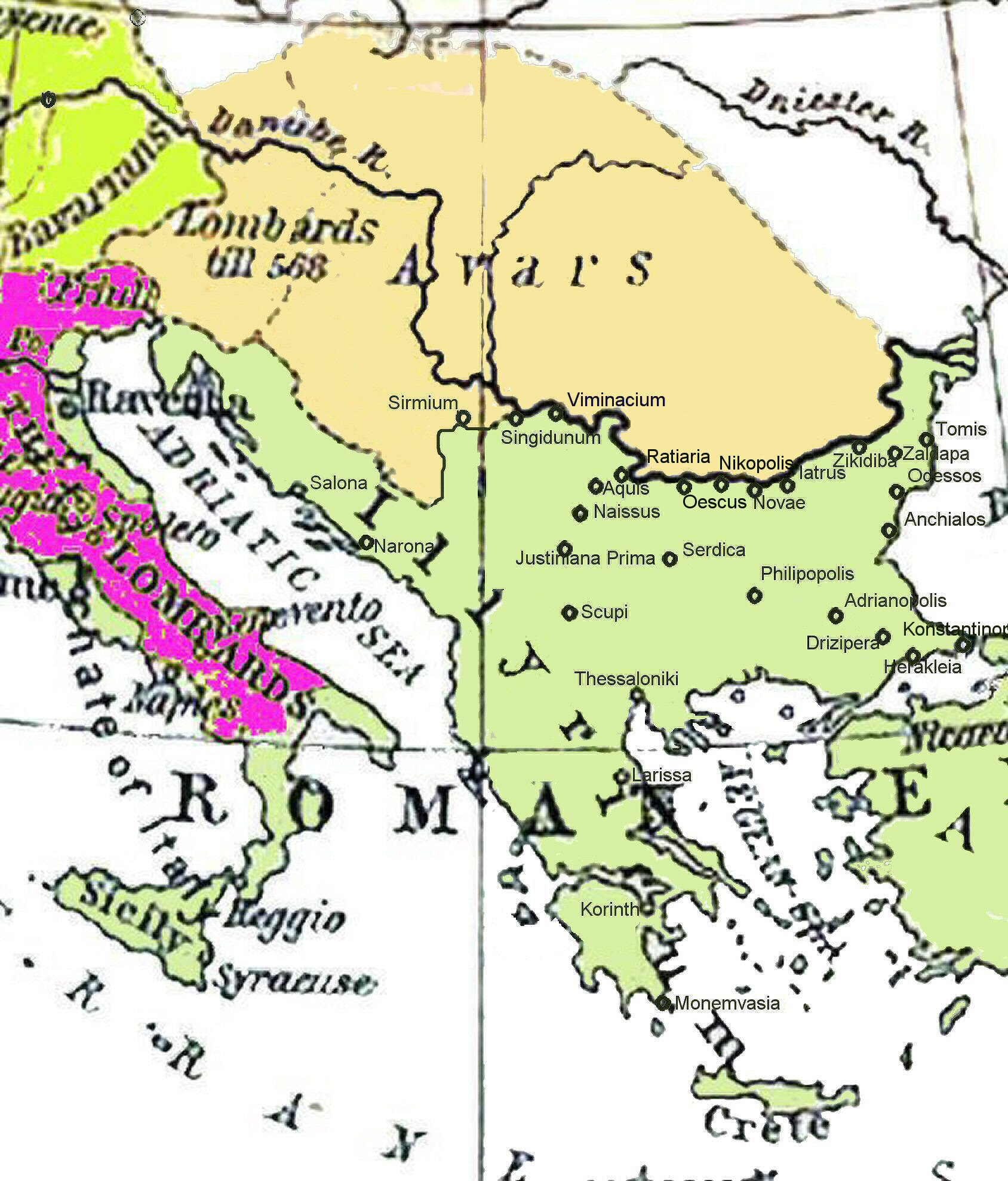
I Balcani dal 582 al 615.

## I Balcani fino al 582
Quando Maurizio salì al trono, i Balcani costituivano un capo d'accusa evidente contro la politica dei suoi predecessori. Giustiniano I non aveva fatto quasi niente per difendere l'area dagli Slavi, che già dal 500 circa premevano sulla frontiera dandosi sempre più spesso al saccheggio. Il grande sovrano ricostruì, è vero, le fortificazioni del limes danubiano, ma non intraprese campagne locali per concentrarsi su teatri di guerra occidentali (Africa, Italia, Spagna) ed orientali (Levante, Persia). Il suo nipote e successore Giustino II se la cavò mettendo gli uni contro gli altri Avari, Gepidi e Slavi. Col tempo però il khanato degli Avari divenne la minaccia più concreta. Giustino II aveva permesso che gli Avari attaccassero gli Slavi dal territorio romano: ai nomadi non fu difficile capire da che parte della frontiera era più vantaggioso darsi al saccheggio. Come se non bastasse, Giustino II scatenò la guerra Romano-Persiana del 572-591, che costrinse Bisanzio a mantenere in Anatolia orientale e Armenia potenti forze che servivano invece nei Balcani. Infine, il predecessore diretto e suocero di Maurizio, Tiberio II Costantino svuotò letteralmente il tesoro: col che, gli Slavi continuarono a fare il bello e il cattivo tempo su e giù per la penisola balcanica, avviando lo smantellamento delle strutture urbane e sociali tardo-antiche.
Pochi mesi prima che Maurizio salisse al trono, il khan degli Avari Baian, con il supporto dei suoi ausiliari slavi, prendeva Sirmium in Pannonia, facendone un'utile base di operazioni a sud del Danubio per saccheggiare in tutta calma i Balcani; tanto più che guadare la Sava è certo più facile che varcare il Danubio. Comprare la pace dagli Avari era possibile, così come persuaderli a lasciare il territorio romano; ma quelli violavano spesso gli accordi. Quanto agli Slavi, allora sotto il potere àvaro, costituivano un problema di ordine differente. Avendo un'organizzazione tribale primitiva, andavano saccheggiando qua e là per conto proprio, nel tentativo di sottrarsi al dominio degli Avari.

## Incursioni avaro-slave dal 582 al 591
Caduta Sirmium, le incursioni degli Slavi si moltiplicarono. Nel 583 le loro razzie raggiunsero persino il Peloponneso, che per oltre sei secoli avrebbe ospitato popolazioni slave, per quanto ciò possa suonare incredibile oggi. I Bizantini risposero fondandovi la fortezza di Monemvasia. L'anno seguente gli Avari conquistarono Singidunum (l'odierna Belgrado) e Viminacium, spazzando via molte delle fortificazioni del limes danubiano che Giustiniano I aveva fatto costruire o restaurare. L'evidente distruzione di gran parte della vecchia Atene avvenne probabilmente proprio in quel periodo.
Le forze di Maurizio erano bloccate in Anatolia e Armenia dalla guerra contro la Persia scatenata da Giustino II, sicché ben poco si poteva fare contro le devastazioni avaro-slave nei Balcani. La zona andava difesa, un compito militare poco appetibile perché, a differenza che sul fronte persiano, non c'era la possibilità per i soldati di saccheggiare a piacimento per arrotondare il soldo militare. Le truppe erano poco motivate e combinavano ancora meno. Fece eccezione una vittoria del generale Comenziolo, che ad Adrianopoli nel 584/585 costrinse gli Slavi a fare marcia indietro dalla Tracia per poi buttarsi a pesce sull'indifesa Grecia.
I Balcani erano ridotti talmente male che nel 585 lo Shah di Persia Ormisda IV poteva sperare di ottenere una pace favorevole, tale da garantirsi la signoria sull'Armenia. Maurizio però non volle mollare e rifiutò l'offerta; sei anni dopo avrebbe ottenuto lui una pace favorevole - e l'Armenia - dopo una serie di successi sul campo di battaglia. In quel torno d'anni gli toccò abbozzare mentre Avari e Slavi scorrazzavano liberamente nei Balcani, contrastati quasi solo dalla guarnigione romana rimasta isolata a Singidunum, che minacciava (in teoria) il cuore dei possedimenti avari in Pannonia, l'attuale Ungheria. Guarnigione o no, quando gli Avari attaccavano in forze erano guai: non fu possibile impedirgli di distruggere città fortificate come Ratiaria e Oescus sul Danubio o di assediare Tessalonica nel 586, il tutto mentre i soliti Slavi sommergevano tutto fino al Peloponneso. Guidati dal prudente Comenziolo, i romano-bizantini evitavano accuratamente lo scontro diretto limitandosi ad azioni disturbo e razzie notturne - una tattica che oggi definiremmo di guerra asimmetrica consigliata nello Strategikon, fondamentale manuale bellico attribuito all'imperatore Maurizio. Nel 586 e ancora l'anno dopo, Comenziolo sconfisse più volte gli Slavi sul basso Danubio; il khan avaro Bayan gli sfuggì per un soffio ben due volte. A Tomi, sulla costa del Mar Nero Bayan fuggì tra le lagune, mentre un'imboscata sul versante meridionale della catena balcanica andò a monte per un grottesco equivoco così riportato dallo storico coevo Teofilatto Simocatta:
La frase citata, a mo' di curiosità linguistica, è considerata il primo esempio della lingua romena, anche se in realtà si tratta semplicemente del basso latino ancora in uso nell'esercito romano dell'epoca, non ancora grecizzato.
L'anno dopo questo imbarazzante contrattempo, Prisco ricevette il comando al posto di Comenziolo. La sua prima campagna in Tracia e Mesia fu un fiasco così solenne da incoraggiare gli Avari ad avanzare fino al Mar di Marmara. Pare tuttavia che i ponti sulla Sava che gli Avari controllavano fossero in cattivo stato di manutenzione, così i barbari dovettero alleviare via via la pressione.
Maurizio faceva il possibile per inviare rinforzi nei Balcani, ma gli Slavi continuavano a saccheggiare. Gli servivano soldi: così nel 588 pensò di risparmiare tagliando di un quarto la paga dei soldati. Naturalmente scoppiò un ammutinamento sul fronte persiano, e l'imperatore dovette rimangiarsi la decisione. Di conseguenza, ben poche forze restarono disponibili nei Balcani di lì alla conclusione vittoriosa del conflitto con la Persia, tre anni dopo.

### Campagne del 582-584
Gli Avari, dopo essersi impadroniti di Sirmio, inviarono un'ambasceria all'Imperatore Maurizio, in seguito al quale fu firmata una tregua a caro prezzo per Bisanzio: l'Imperatore dovette versare agli Avari un tributo annuale di 80.000 monete d'oro e altri valori pregiati. Il trattato comunque non durò più di due anni a causa dell'arroganza del Chagan degli Avari le cui pretese si facevano sempre più smodate: prima pretese che l'Imperatore gli regalasse un elefante indiano, che alla fine non gradì nemmeno e rimandò indietro, poi pretese oggetti pregiati in oro che ancora una volta non gradì, come se Bisanzio gli avesse fatto dono di oggetti di nessun valore. Quando pretese che il tributo annuale di 80.000 monete d'oro dovesse essere aumentato a 100.000 monete d'oro, di fronte al rifiuto dell'Imperatore, ruppe il trattato e invase il territorio bizantino, impadronendosi con la sorpresa della città di Singidunum, rimasta senza presidio: aveva sorpreso la maggioranza degli abitanti della città mentre si trovavano nei campi circondanti la città mentre stavano provvedendo alla loro sussistenza (era estate e la città stava soffrendo la carestia); ma il capo barbaro non espugnò la città senza combattere, e nella battaglia che seguì presso le porte della città gli Avari ottennero una vittoria cadmea. Dopo essersi impadronito e raso al suolo molte delle città circostanti dell'Illirico, come Augustae e Viminacium, cinse d'assedio Anchialo, devastando nel frattempo i villaggi circostanti ma decidendo di non demolire le terme, sembra per richiesta del suo harem, che aveva gradito i bagni termali. Dopo tre mesi un'ambasceria inviata da Bisanzio e condotta da Elpidio, distinto senatore e governatore della Sicilia, e da Comenziolo, una delle guardie del corpo dell'Imperatore, raggiunse Anchialo per implorare al Chagan una tregua. Quando il Chagan minacciò che avrebbe distrutto le lunghe mura, Comenziolo cominciò un discorso in risposta all'arroganza del Chagan. Il discorso di Comenziolo fece adirare moltissimo il Chagan, che, violando i diritti degli ambasciatori, lo fece incatenare e lo minacciò di condannarlo all'esecuzione, per poi calmarsi il giorno successivo e decidendo di liberarlo. L'anno successivo, fu inviata una nuova ambasceria, sempre condotta da Elpidio, che propose al Chagan una tregua al prezzo dell'aumento del tributo che Bisanzio doveva versare agli Avari a 100.000 monete d'oro: dopo aver inviato Targizio presso l'Imperatore con Elpidio per proseguire le negoziazioni, decise di accettare la tregua a tali condizioni.

### Tregua e la ripresa delle ostilità: 585-586
A questo punto sembrò che la pace fosse stata raggiunta, ma gli Avari decisero comunque di ricominciare le ostilità, anche se, per non violare la tregua, decisero di non invadere in prima persona il territorio bizantino ma di affidare la missione agli Sclaveni loro tributari, i quali invasero l'Illirico, devastando fino alle lunghe mura e costringendo l'Imperatore a porre un presidio lungo le lunghe mura e a condurre fuori dalla città le sue guardie personali. Per porre fine ai saccheggi degli Sclaveni, l'Imperatore affidò l'esercito a Comenziolo: costui si mosse in Tracia e si scontrò con le orde di Sclaveni presso il fiume Erginia, ottenendo un grande successo e venendo premiato con il titolo di magister militum praesentalis. In estate si mosse con il suo esercito fino ad Adrianopoli, da lì mosse verso il forte di Ansinon, dove ottenne un altro successo sui barbari.
All'inizio dell'autunno del 586, tuttavia gli Avari ruppero il trattato cogliendo il seguente pretesto: uno scita resosi reo di aver dormito con una delle mogli del Chagan, temendo di venire scoperto, fuggì presso la sua tribù ancestrale, i Turchi; dopo aver attraversato il Danubio e raggiunto la città di Libidina, fu catturato da uno dei comandanti bizantini posti a difesa del Danubio, e narrò tutta la sua vicenda; sembrandogli verosimile la sua vicenda, il comandante lo inviò all'Imperatore. Targizio si trovava ancora a Costantinopoli come ambasciatore, richiedendo il tributo annuale che Bisanzio era tenuto a pagare agli Avari e probabilmente la consegna del seduttore: tuttavia l'Imperatore non volle più pagare il tributo né consegnare il seduttore e mandò in esilio Targizio sull'isola di Chalcitis, dove rimase sei mesi in prigionia. Il Chagan reagì con la guerra e gli Avari devastarono la Scizia e la Mesia, espugnando molte città, come Rateria, Bononia, Aquis, Dorostolon, Zaldapa, Pannasa, Marcianopolis, e Tropaion; l'Imperatore reagì affidando il comando dell'esercito a Comenziolo.
Comenziolo, giunto ad Anchialo, riunì l'esercito, scelse i guerrieri più valorosi, e li separò dai più inetti. Divise inoltre l'esercito in tre divisioni (ognuna affidata a un generale: a Martino affidò il comando dell'ala destra, a Casto l'ala sinistra, mentre assunse egli stesso il comando dello schieramento centrale) e li inviò separatamente contro i barbari; Comenziolo aveva a disposizione 6.000 soldati. Mentre Casto, partito in direzione di Zaldapa e della catena dei monti Haemus, aggredì all'alba il nemico cogliendolo di sorpresa e sconfiggendolo agevolmente guadagnando anche un consistente bottino che però fu recuperato dal nemico il giorno dopo, Martino giunse nelle vicinanze di Tomi, dove scoprì che il Chagan e gli Avari erano accampati nelle vicinanze. Martino decise quindi di attaccarli di sorpresa e l'attacco ebbe successo infliggendo pesanti perdite al nemico, anche se il Chagan riuscì a scampare alla cattura fuggendo su un'isola lì vicina, come i Bizantini scoprirono cinque giorni dopo interrogando disertori avari. Successivamente, in mattinata, Martino si ritirò nel luogo dove Comenziolo gli aveva ordinato di arrivare e lo raggiunse in quel luogo Casto con le sue truppe.
Dopo che Martino e Casto scoprirono che Comenziolo aveva raggiunto Marcianopolis, si ritirarono da lui. Comenziolo mosse quindi il suo intero esercito verso il suo accampamento, che pose nei pressi dei monti Haemus, dove il generale ordinò alla sua armata di accamparsi qui per i due giorni successivi. In mattinata Comenziolo ordinò a Martino di osservare i movimenti nemici e scoprire se gli Avari avessero attraversato il fiume nei pressi del ponte, mentre ordinò a Casto di fare lo stesso ma in un altro punto: essi dovevano scoprire i piani del nemico, e se fosse accampato sul lato opposto del fiume. Quando Martino scoprì che il nemico era sul punto di attraversare il fiume, si ritirò e unì le sue truppe con Comenziolo, ma Casto decise invece di attraversare il fiume e affrontare l'avanguardia nemica, infliggendo loro qualche perdita, per poi provare a tornare presso Comenziolo, cosa che non gli riuscì per il sopraggiungere della notte. Il giorno successivo, gli Avari attraversarono il fiume utilizzando il ponte, essendo impossibile fare altrimenti a causa del fiume in piena, e si imbatterono in Casto che stava tentando di tornare negli accampamenti. L'esercito di Casto, colto nel panico, fuggì disperdendosi per le foreste, ma gli Avari li inseguirono e riuscirono a catturarne molti, tra cui Casto stesso. Il Chagan ordinò quindi al suo esercito di devastare l'intera Tracia. Quando gli Avari erano intenti a devastare i sobborghi di Mesembria, dopo aver vinto uno scontro con cinquecento guardie, si narra che Ansimuth, un comandante al comando di una forza di fanteria stazionata in Tracia, raccolse le sue truppe non appena scoprì dell'incursione avara e tentò di affrontarli in battaglia, venendo però catturato dal nemico. Approfittando del fatto che le truppe di Comenziolo si trovavano ancora nelle foreste dei monti Haemus, gli Avari devastarono la Tracia.
Comenziolo allora mosse il suo esercito dai monti Haemus fino a Calvomuntis e Libidurgon. Il Chagan si trovava a non più di quattro miglia di distanza, mentre la sua orda era dispersa per il resto della Tracia. Comenziolo dispose in un'unica formazione il suo esercito, ordinandogli di aggredire in un'imboscata l'accampamento del Chagan e catturarlo. Un grottesco equivoco, che mise in confusione l'esercito bizantino, permise al Chagan di scampare alla cattura:
(Teofilatto Simocatta, II,15.)
Malgrado ciò i Bizantini riuscirono ad infliggere pesanti ma non decisive perdite al nemico. Ripresosi dallo scampato pericolo, il Chagan ordinò alla sua armata di attaccare le città bizantine: l'esercito avaro riuscì così ad espugnare il forte di Appiaria, grazie al tradimento di un suo abitante, Busas. Costui, catturato dagli Avari, visto che gli abitanti della città non intendevano pagare il riscatto per la sua liberazione, per scampare all'esecuzione, insegnò al nemico le arti dell'assedio: grazie a una nuova efficiente macchina d'assedio che Busas insegnò agli Avari come costruire, il nemico riuscì così ad espugnare Appiaria, e numerose altre città della Tracia. Non riuscì però ad espugnare Beroe a causa della strenua resistenza degli assediati, anche se riuscì ad ottenere un tributo in cambio della rinuncia alla prosecuzione dell'assedio.
Al Chagan non riuscì neppure l'espugnazione di Diocletianopolis, a causa della strenua resistenza della popolazione e delle forti difese della città (catapulte e altre difese sulle mura che rendevano molto ardua l'espugnazione). Dopo aver tentato invano di espugnare Philippopolis, il Chagan tentò almeno di espugnare Adrianopoli, ma anche là la popolazione riuscì a resistere all'assedio. Nel frattempo, alla notizia della cattura di Casto e Ansimuth si diffuse nella capitale un malumore nei confronti dell'Imperatore per come stesse gestendo la guerra nei Balcani contro Avari e Slavi. L'Imperatore Maurizio riuscì però a ottenere la liberazione di Casto pagando un riscatto, per poi volgere il pensiero sulla guerra: assunse Giovanni Mystacon come generale affidandogli come secondo in comando il guerriero di origini longobarde Droctulfo. Il generale e il suo secondo in comando giunsero con il loro esercito nei pressi di Adrianopoli, costringendo il nemico a levare l'assedio e a ingaggiare battaglia con loro, riuscendo alla fine a prevalere sugli Avari grazie all'astuta strategia di Droctulfo: egli, ordinando alla sua ala di fingere la fuga, diede eccessiva confidenza agli Avari, che si lanciarono all'inseguimento dei soldati bizantini, che però si volsero indietro e prevalsero nella battaglia.

### Campagne di Prisco (587-590)
Dopo un anno di relativa tranquillità nei Balcani, nel corso dell'anno 588, il Chagan degli Avari presentò all'Imperatore la richiesta di un aumento di tributo; il rifiuto sdegnato dell'Imperatore riaccese la guerra nei Balcani. Il Chagan, infatti, ordinò agli Slavi di costruire un grande numero di barche in modo che potesse controllare l'attraversamento del Danubio.
Gli abitanti di Singidunum sabotarono tuttavia, con attacchi improvvisi, la costruzione delle navi dando fuoco ad esse. Per tutta risposta i Barbari assediarono proprio Singidunum; dopo sette giorni di assedio, il Chagan, tuttavia, ordinò ai Barbari di levare l'assedio e seguirlo nella sua campagna. Il Chagan si accampò a Sirmio e ordinò alle orde di Slavi di raccogliere legname, in modo da poter attraversare con barche il fiume Saos. Attraversato il fiume, il Chagan invase i Balcani, e dopo cinque giorni era già nei pressi di Bononia. L'Imperatore rispose all'invasione affidando la spedizione contro di essi al generale Prisco, e lo equipaggiò con un esercito improvvisato. Prisco nominò Salviano secondo in comando, gli fornì mille cavalieri, e gli ordinò di avanzare per occupare i punti strategici più importanti per assicurarsi un vantaggio strategico. E così si avvicinò ai passi di Procliane, dove si accampò e bivaccò; al quinto giorno, una volta superati i punti forti, si imbatté nell'avanguardia barbara; riconoscendo di non possedere una forza adeguata per scontrarsi con il nemico, si ritirò nei punti forti, dove l'esercito imperiale poteva stare al sicuro. Quando i Barbari attaccarono i passi, la loro avanzata subì una battuta di arresto, perché la forza di spedizione romana fornì un impedimento ai movimenti dei Barbari. Seguì quindi una battaglia tra Romani e Barbari, durata tutto il giorno, in cui l'esercito di Salviano ebbe la meglio, pur subendo molte perdite. Il mattino successivo il Chagan equipaggiò Samur con 800 soldati e lo distaccò, ma gli Imperiali non si fecero intimorire dal rinforzo massiccio, e si scontrarono con essi, ottenendo un'altra vittoria. Ciò però fece sì che il Chagan avanzasse con tutto l'esercito, e Salviano, non potendo affrontare con i pochi soldati che aveva l'intero esercito del Chagan, nel corso della notte abbandonò i passi e raggiunse Prisco.
Il Chagan, dopo aver trascorso tre giorni di fronte ai punti forti, al quarto scoprì che gli Imperiali erano fuggiti; all'inizio del quinto giorno attraversò il terreno impervio dei passi. Dopo alcuni giorni di marcia raggiunse Anchialo e, dopo essersi mosso di ulteriori cinque chilometri circa, si imbatté negli esploratori di Prisco, che catturò e torturò per farsi svelare il loro obbiettivo, ma senza successo. Dopo cinque giorni, avanzò verso Drizipera, che tentò di espugnare; dopo che gli Avari costruirono macchine d'assedio, gli abitanti della città decisero di aprire le porte della città per confrontarsi in battaglia con gli Avari ma poi esitarono ad uscire per codardia; anche gli Avari esitarono ad attaccare perché temevano che presto dalla città sarebbe uscito un grande esercito imperiale e il Chagan decise di levare l'assedio (questo almeno per le fonti dell'epoca; più realisticamente è possibile che abbia levato l'assedio per confrontarsi con l'esercito di Prisco). Nel corso del quinto giorno il Chagan raggiunse Perinto, che i Romani chiamavano Heracleia; qui gli Avari si confrontarono con l'esercito di Prisco, riuscendo ad avere la meglio: infatti Prisco, comprendendo di essere in inferiorità numerica, si ritirò a Didymoteichon con la fanteria, e da lì raggiunse Tzurullon, dove mise in salvo il suo esercito. Ma i Barbari assediarono la città dove si era rifugiato Prisco, e quando l'Imperatore Maurizio lo seppe cadde nello sconforto. Dopo quattro giorni di riflessione, l'Imperatore Maurizio trovò un piano per salvare dalla capitolazione Prisco: comandò a una delle sue guardie del corpo di farsi catturare dagli Avari e dichiarare loro che stava portando lettere imperiali a Prisco, in modo che gli Avari, dopo aver letto la lettera, fossero spinti dal contenuto della suddetta lettera (che comunicava l'arrivo di ingenti rinforzi per salvare Prisco) a levare l'assedio e ritirarsi oltre Danubio. La trovata ebbe successo e il Chagan, temendo l'arrivo di rinforzi, levò l'assedio in cambio di un piccolo tributo, e tornò oltre Danubio, mentre Prisco, giunto l'autunno, tornò a Costantinopoli per svernare (probabilmente cadde in disgrazia per il suo insuccesso nella spedizione anche se sembra aver recuperato il favore imperiale intorno al 593).

## Le campagne del 591-595

I Balcani settentrionali alle porte del 600

Nella tarda estate del 591 Maurizio poté finalmente fare la pace con lo Shah di Persia Cosroe II, che cedette l'Armenia all'impero romano. I veterani del conflitto persiano erano a sua disposizione, così come il non indifferente serbatoio di reclute armeno. Visto che Avari e Persiani sembravano starsene buoni, i Romani nel 590/591 si concentrarono sulla minaccia slava. Maurizio visitò di persona Anchialo ed altre città della Tracia per sovrintendere alla ricostruzione e sostenere il morale, fin qui basso, delle truppe e della popolazione locale. Fatta la pace con la Persia ridispiegò le sue truppe nei Balcani.
Nel 592 i romani ripresero Singidunum, perduta nel frattempo a favore degli Avari. Unità minori si diedero ad azioni "di polizia" anti-slave in Mesia, ristabilendo la sicurezza delle comunicazioni tra le città romane. Maurizio aspirava a ricostruire una solida linea difensiva sul Danubio, come Anastasio I aveva fatto cent'anni prima per guardarsi dagli Unni. Ma non finiva qui, perché Maurizio intendeva tenere lontani Avari e Slavi dal territorio romano con il semplice espediente di invadere i loro territori. Ciò avrebbe avuto anche l'effetto di consentire alle truppe romane di saccheggiare a piacere, rendendo la guerra più appetibile e lucrosa, a tutto vantaggio del reclutamento.
Il generale Prisco iniziò a frustrare i tentativi degli Slavi di attraversare il Danubio nella primavera del 593. Li sconfisse più volte, poi passò il grande fiume portando la guerra in paludi e foreste sconosciute della Valacchia fino all'autunno. Quindi, disobbedendo all'ordine dell'imperatore Maurizio di svernare a nord del Danubio, tra pantani surgelati e foreste senza foglie, Prisco si ritirò in più confortevoli quartieri d'inverno a Odessos. Ne approfittarono gli Slavi per assaltare nel 593/594 Mesia e Macedonia, distruggendo le città di Aquis, Scupi e Zaldapa, in Dobrugia.
Nel 594 Maurizio destituì Prisco in favore del proprio inesperto fratello Pietro. Questi, dopo qualche fallimento iniziale, tenne la posizione, sconfiggendo le orde slave a Marcianopoli e pattugliando il Danubio tra Novae e il Mar Nero. Verso la fine di agosto, attraverso il Danubio presso Securisca, a ovest di Novae, e si aprì la strada combattendo fino al fiume Helibacia, mandando a monte i preparativi degli Slavi per nuove incursioni a scopo di saccheggio.
Questo successo permise l'anno seguente a Prisco, cui nel frattempo era stato affidato un altro esercito più a monte, di impedire agli Avari di stringere d'assedio Singidunum, grazie anche ad un'azione combinata con la flotta romana del Danubio. Gli Avari, che avrebbero voluto radere al suolo la fortezza e deportarne in servitù gli abitanti, dovettero battere in ritirata.
In seguito gli Avari cambiarono obiettivo, puntando sulla Dalmazia dove misero a sacco varie fortezze, evitando scontri diretti con Prisco. La provincia era remota e impoverita, e il generale bizantino non poteva permettersi di abbandonare la difesa del Danubio, così distaccò solo forze minori per infastidire gli Avari: forze che riuscirono tra l'altro a strappare loro parte del bottino

### Campagne di Prisco (591-593)
Nel 593, all'inizio della primavera, Prisco fu inviato dall'Imperatore nei pressi del Danubio con lo scopo di impedire agli Slavi di attraversare il fiume e dunque invadere la Tracia. A Prisco spettò il comando della cavalleria, a Gentzon il comando della fanteria. Radunato l'esercito nei pressi di Heracleia, Prisco passò in rassegna gli alleati, contò le sue forze e diede loro la paga annuale. Da lì mosse in direzione di Drizipera, e da lì raggiunse Dorostolon. Il Chagan, nel frattempo, informato dell'offensiva imperiale, inviò ambasciatori a Prisco, che accusarono gli Imperiali di aver rotto la pace e di non rispettare quindi i patti. Prisco ribatté che stesse conducendo la guerra non contro gli Avari, ma contro gli Slavi, perché la tregua con gli Avari non aveva concluso la guerra contro gli Slavi.
Al dodicesimo giorno Prisco costruì navi e attraversò il Danubio. Informato che Ardagasto stava inviando le orde slave a sud del Danubio per ottenere bottino, sventò il suo attacco nel mezzo della notte, mandando in rotta il nemico. Gli Imperiali devastarono con successo il territorio di Ardagasto, e fecero molti prigionieri, che inviarono a Costantinopoli. Quando però Prisco annunciò che parte del bottino sarebbe spettata all'Imperatore, un'altra parte al primogenito dell'Imperatore, e anche il resto della prole di Maurizio avrebbe ottenuto quote del bottino, i soldati, non volendo ricevere solo la minima parte del bottino accumulato, rischiò di ammutinarsi, spingendo Prisco a contrattare con loro: i soldati avrebbero ricevuto una quota maggiore del bottino.
Riuscito così a placare il furore dei soldati imperiali, Prisco inviò parte del bottino all'Imperatore, facendolo trasportare da 300 soldati e nominando Tatimero come loro comandante. Durante il sesto giorno di marcia verso Costantinopoli, Tatimero si imbatté contro un'orda di Slavi, con cui il suo esercito dovette combattere: dopo un'aspra contesa, gli Imperiali sconfissero gli Slavi, anche se con qualche difficoltà iniziale, facendo prigionieri cinquanta di essi. Tatimero raggiunse così la capitale con il bottino ancora integro e lo consegnò all'Imperatore, che si mostrò molto soddisfatto. Nel frattempo Prisco inviò esploratori in perlustrazione: non avendo notizia di nemici nelle vicinanze, comandò all'alba ad Alessandro di marciare nella regione oltre il fiume Helibacia. Alessandro, attraversato il fiume, si confrontò contro un'orda di Slavi, mandandoli in rotta. Gli Slavi si rifugiarono nelle foreste, inseguiti dai Romani, che tuttavia si trovarono in difficoltà in un terreno impervio e ben conosciuto dal nemico, venendo nuovamente attaccati e subendo pesanti perdite: l'intero contingente imperiale sarebbe stato annientato, se Alessandro non fosse riuscito a condurre in breve tempo l'esercito fuori dalla foresta. Alessandro fece circondare il luogo, e provò a dare fuoco alla foresta per annientare il nemico, ma ciò non funzionò. Tuttavia un gepido dell'esercito slavo disertò agli Imperiali, e svelò loro come entrare nella foresta senza pericolo: gli Imperiali, grazie all'informazione, annientarono gli Slavi e facendo prigionieri i superstiti.
Il gepido svelò agli Imperiali che i prigionieri slavi erano sudditi del re slavo Musocio, che era accampato lì vicino, e che gli Slavi con cui si era scontrato erano esploratori. Il gepido consigliò agli Imperiali di condurre un attacco a sorpresa al re slavo per catturarlo. Alessandro tornò a Prisco e gli consegnò gli Slavi, che il generale fece giustiziare. Il gepido informò Prisco delle intenzioni di re Musocio, e gli consigliò di attaccarlo; come assicurazione del successo, il gepido accettò di ingannare il barbaro. Prisco accettò con gioia la proposta e premiò il disertore con doni sfarzosi: lo inviò quindi presso Musocio, affinché lo ingannasse. Il gepido giunse presso Musocio, e gli chiese di fornirgli molte canoe, in modo da permettergli di punire i responsabili delle sciagure che avevano colpito Ardagasto. Poi raggiunse all'altra riva del fiume Paspirio. Prisco, come aveva concordato con il gepido, cominciò la marcia all'alba, venendo raggiunto nel mezzo della notte dal gepido; gli chiese cento soldati, in modo da poter annientare i soldati barbari. Prisco distaccò duecento soldati e li affidò ad Alessandro: quando gli Imperiali giunsero nei pressi del fiume Paspirio, il gepido nascose l'esercito di Alessandro in un luogo. Nel corso della notte, mentre i Barbari stavano dormendo, il gepido diede ad Alessandro il segnale con canzoni avare. Alessandro attaccò gli Slavi mentre stavano dormendo e li annientò. Alessandro chiese a Prisco di raggiungerlo per aumentare l'intensità dell'attacco: Prisco prese 3.000 soldati, ed attraversò il fiume Paspirio, e sconfisse gli Slavi, molti dei quali furono fatti prigionieri. I superstiti slavi si assemblarono e attaccarono gli Imperiali, ma furono sconfitti per merito della fanteria condotta da Gentzon.
Nel frattempo l'Imperatore aveva inviato Tatimero presso Prisco per comunicargli l'ordine di svernare in territorio nemico, oltre Danubio. Ciò scontentò l'esercito, che rischiò di ammutinarsi, perché riteneva troppo pericoloso e poco confortevole svernare in territorio nemico, esposti a temperature rigide e ad attacchi nemici. Il generale riuscì a calmare l'esercito accettando i loro reclami: decise di svernare a sud del Danubio.
L'Imperatore, scontento per il mancato rispetto degli ordini, punì Prisco destituendolo, ed assumendo al suo posto il fratello dell'Imperatore, Pietro, come generale. Prisco però non era ancora stato informato da ciò, e nel frattempo ricevette messaggeri dal Chagan che chiesero a Prisco i motivi della ritirata; Prisco ingannò il Chagan con le argomentazioni più plausibili. Tre giorni dopo, però, Prisco fu informato che il Chagan stesse per attaccare gli Imperiali, e che aveva ordinato agli Slavi di attraversare il Danubio. Prisco inviò un ambasciatore, il dottore Teodoro, presso il Chagan persuadendolo ad accettare la pace: in cambio della pace, però, il Chagan pretendeva parte del bottino. Prisco acconsentì scontentando parte dell'esercito, che era sul punto di rivoltarsi: il generale riuscì però con discorsi convincenti a persuadere l'esercito a cedere al Chagan parte del bottino. Gli Imperiali consegnarono al Chagan i prigionieri barbari, risolvendo la disputa, anche se non gli consegnarono una quota delle altre spoglie di guerra. Dopo essere passato per Drizipera, Prisco raggiunse Costantinopoli, dove Maurizio rimproverò Prisco per aver consegnato parte del bottino agli Avari.

### Campagne di Pietro e di Prisco (594-595)
Al posto di Prisco, Maurizio nominò comandante delle truppe a difesa dei Balcani Pietro, fratello dell'Imperatore. Maurizio spedì lettere imperiali riguardanti la riduzione della paga militare e ordinò al fratello di raggiungere l'accampamento. Pietro partì dunque da Perinto per raggiungere Odesso, passando per Drizipera. Inizialmente i soldati accolsero il nuovo comandante con favore al suo arrivo a Odesso, ma quando, intorno al quarto giorno, Pietro comunicò ai soldati il contenuto delle missive imperiali, le truppe minacciarono di rivoltarsi. Quando Pietro decise di organizzare un'assemblea per discuterne, l'esercito decise di non seguire più i suoi ordini e, abbandonando il generale, si accamparono in un altro luogo a quattro miglia di distanza. Pietro dovette quindi negoziare con le truppe, modificando in modo favorevole per loro alcune parti del decreto imperiale sulla paga. Pubblicizzò anche un decreto dell'Imperatore favorevole alle truppe, grazie al quale Pietro riuscì a ricondurre l'esercito all'obbedienza.
Il quarto giorno, dopo aver informato l'Imperatore dell'ammutinamento, ormai rientrato, delle truppe, partì da Odesso e si mosse verso le regioni sulla sua destra; una volta raggiunta Marcianopolis, ordinò a un migliaio di soldati di avanzare: esse si imbatterono in 6.000 slavi che stavano per tornare da una spedizione di saccheggio in territorio romano (avevano saccheggiato Zaldapa, Aquis e Scopi), e stavano trasportando il bottino su un grande numero di carri; quando gli Slavi si imbatterono nell'esercito imperiale, massacrarono i prigionieri maschi, e, non potendo evitare uno scontro, raccolsero i carri e li utilizzarono come barricata, disponendo le donne e i fanciulli nel mezzo della difesa; gli imperiali, tuttavia, esitarono a scontrarsi con gli Slavi, perché timorosi dei giavellotti che il nemico stava lanciando dalle barricate contro i loro cavalli. Il capitano dell'esercito imperiale, Alessandro, comandò alle truppe imperiali di smontare da cavallo, e attaccare il nemico; alla fine gli Imperiali ruppero la barricata, e i Barbari, prima di arrendersi, massacrarono i prigionieri rimanenti. L'avanguardia fu premiata per questa vittoria inflitta agli Slavi con sontuose ricompense. A causa di un infortunio, Pietro rimase inattivo, e Maurizio, adiratosi, scrisse lettere insultanti il fratello per la sua inazione. Ciò spinse Pietro ad agire: spostò il proprio accampamento, e raggiunse le sedi degli Slavi: ciò implica che avesse attraversato il Danubio, malgrado le nostre fonti non lo riferiscano esplicitamente perché ostili nei confronti di Pietro. Il decimo giorno l'Imperatore Maurizio gli inviò per lettera l'ordine di provvedere alla difesa della Tracia, in quanto l'Imperatore era stato informato che orde slave stavano per minacciare direttamente Costantinopoli. Ricevuti gli ordini, Pietro raggiunse il forte di Pisto, e successivamente arrivò a Zaldapa; da lì passo per Iatro e per Latarchio, per poi accamparsi a Novae. Qui fu accolto con favore dalla popolazione locale e vi rimase per due giorni, prima di partire da lì ed accamparsi a Teodoropoli e raggiungere il luogo chiamato Curisca.
Il terzo giorno Pietro stabilì i suoi quartieri nella città di Asemo, città da tempo minacciata dalle incursioni nemiche e che per tale motivo disponeva di una guarnigione, venendo ben accolto non solo dalla popolazione locale, ma anche dai soldati della guarnigione cittadina. Pietro decise, tuttavia, di arruolare i soldati della guarnigione nel suo esercito, rimuovendoli dalla difesa della città, ma i cittadini e la guarnigione si opposero, mostrandogli un decreto dell'Imperatore Giustino che garantiva alla città protezione armata. Pietro rimase fermo nel suo proposito, ma i soldati della guarnigione, non volendo lasciare la protezione della città, si rifugiarono nella chiesa cittadina, pur di non seguire i suoi ordini. Pietro ordinò sia al vescovo della città che al comandante della fanteria Gentzon di far uscire i soldati dalla chiesa, ma entrambi si rifiutarono: Pietro punì Gentzon rimuovendolo dalla carica e tentò anche di punire il vescovo ordinando a una delle guardie del corpo imperiali di condurlo a forza disonorevolmente all'accampamento. I cittadini si opposero tuttavia alla punizione del vescovo ed espulsero dalla città i soldati inviati a punirlo: dopo aver chiuso le porta delle città, urlarono acclamazioni all'Imperatore e insulti al generale. Pietro, che era accampato a un miglio dalla città, rinunciati ormai ai suoi propositi, levò l'accampamento, e si diresse più avanti.
Il sesto giorno, avendo evidentemente già attraversato il Danubio (malgrado le nostre fonti evitino di riferirlo esplicitamente perché ostili a Pietro), inviò un migliaio di soldati in avanguardia per controllare le mosse del nemico, ed essi si imbatterono in 10.000 Bulgari: essi stavano marciando senza timore di essere attaccati, poiché i Romani erano in pace con il Chagan, ma gli Imperiali, per decisione del loro comandante, attaccarono con giavellotti i Barbari. I Bulgari inviarono ambasciatori per negoziare una fine alla lotta e consigliare gli Imperiali di non distruggere la pace: infatti la pace con gli Avari prevedeva che gli Imperiali non potessero attaccare gli Slavi a nord del Danubio. L'ufficiale del contingente inviò gli ambasciatori a Pietro, che si trovava a otto miglia di distanza, ma il generale decise di optare per la guerra. I Bulgari ebbero però la meglio nello scontro risultante, mandando in rotta l'esercito imperiale, per poi informare il Chagan degli Avari dell'aggressione imperiale. Il Chagan inviò dunque ambasciatori a Pietro, rimproverandolo per l'apparente rottura della tregua. Pietro congedò gli ambasciatori con argomentazioni plausibili, e riuscì a rabbonire il Chagan con doni e una parte del bottino. Il quarto giorno Pietro, raggiunto un fiume imprecisato dalle fonti, ordinò a 20 soldati di attraversare il fiume per osservare le mosse del nemico, ma furono tutti catturati dagli Slavi comandati da Periragasto, venendo poi costretti a fornire informazioni sull'esercito imperiale nelle vicinanze. Peiragasto, di conseguenza, prese il suo esercito, e si accampò alle rive del fiume.
Pietro, essendo ignaro della presenza del nemico nelle vicinanze, ordinò all'esercito di attraversare il fiume: non appena il primo migliaio di truppe tentarono l'attraversamento, furono massacrati dal nemico. Il generale, resosi conto di ciò, ordinò ai soldati di non attraversare più il fiume poco per volta, perché ciò avrebbe significato farsi massacrare dal nemico. Dopo che la formazione imperiale fu organizzata in questo modo, i soldati sulle zattere colpirono con armi a lunga gittata i soldati slavi, riuscendo ad uccidere il loro capo Peiragasto, e costringendoli a volgere in ritirata, abbandonando le rive del fiume. Dopo essersi impadroniti della riva del fiume, gli Imperiali costrinsero alla fuga il nemico uccidendone molti, anche se l'inseguimento non poté durare a lungo perché gli Imperiali erano sprovvisti di cavalli, e ritornarono all'accampamento. In seguito, il giorno successivo, l'esercito cadde nel panico per l'assenza di acqua: un prigioniero barbaro comunicò però loro dove trovare dell'acqua svelando l'ubicazione del fiume Helibacia, risolvendo così questo grave problema. Non appena però gli Imperiali avevano cominciato ad abbeverarsi, essi furono attaccati dagli Slavi sulla riva opposta del fiume, che cominciarono a scagliare contro di loro armi a lunga gittata. Gli Imperiali risposero montando su zattere e attraversando il fiume per scontrarsi con i Barbari: questi ultimi ebbero però nettamente la meglio sugli Imperiali, mandandoli in rotta. A causa degli insuccessi subiti, Pietro venne destituito dal comando e tornò a Costantinopoli, venendo sostituito da Prisco.
All'inizio della primavera (595), Prisco lasciò Costantinopoli raggiungendo il suo esercito ad Astike; da lì si diresse a nord, attraversando il Dabubio e raggiungendo Novae Superiore. Il Chagan, informato, inviò ambasciatori a Prisco per sapere i motivi del suo arrivo. Il generale tentò di giustificare ciò con le ragioni più plausibili, ma il Chagan rispose che ora che Prisco era entrato in territorio nemico, aveva rotto il trattato, e dunque fornito il pretesto per la guerra.
Il decimo giorno messaggeri raggiunsero la tenda di Prisco informandolo che il Chagan aveva raso al suolo le mura di Singidunum e aveva deportato la popolazione in territorio nemico. Prisco, senza indugi, navigò il fiume fermandosi sull'isola di Singan, a trenta miglia da Singidunum, e da lì raggiunse Constantiola con dromoni: qui incontrò il Chagan, con cui discusse sulla questione di Singidunum. Il Chagan giustificò il proprio attacco a Singidunum sostenendo che fosse stato Prisco a violare per primo la tregua, entrando in territorio nemico.
Prisco rispose accusando il Chagan di tirannia, al che il Chagan, insultato, abbandonò la discussione minacciando di distruggere molte città e ritirandosi nella propria tenda. Prisco per tutta risposta ordinò a Goduino, fornendogli un esercito, di accorrere in aiuto di Singidunum, città che si trovava in prossimità di due fiumi, il Saos e il Draos. Quando gli Avari in possesso di Singidunum si resero conto della controffensiva imperiale, fortificarono la città disponendo intorno ad essa i loro carri. Ma alla fine i Romani riuscirono a tornare in possesso di Singidunum, e provvidero a fortificarla circondandola di mura. Il Chagan, inferocito per il rovescio subito, inviò ambasciatori presso Prisco rompendo pubblicamente la tregua. Il decimo giorno il Chagan radunò il proprio esercito e diresse i propri attacchi contro la Dalmazia.
Invasa dunque la Dalmazia, il Chagan e le sue orde avare riuscirono, con macchine d'assedio, nell'impresa di espugnare Bonkeis e altri quaranta forti. Una volta informato dell'invasione della Dalmazia, Prisco affidò 2.000 soldati a Goduino, con l'ordine di contrastare queste incursioni. Essendo in inferiorità numerica, Goduino non poté che operare con azioni di guerriglia e disturbo: informato da due avari fatti prigionieri che il Chagan aveva posto 2.000 soldati a difesa del bottino accumulato, Goduino decise di reimposessarsene attaccandoli da dietro con un attacco a sorpresa e sterminandoli; una volta recuperato il bottino, lo spedì a Prisco. Il Chagan, inferocito per il rovescio, si ritirò nei propri territori, e per diciotto mesi (autunno 595-estate 597) si raggiunse pertanto una pace.

## Stabilità del fronte settentrionale, 596-597
Dopo questa campagna avara di modesto successo in Dalmazia, per un anno e mezzo nei Balcani si mosse ben poco. Gli Avari infatti decisero che l'Occidente offriva migliori prospettive di bottino e nel 596 razziarono le terre dei Franchi. Nel frattempo i romani usavano Marcianopoli, presso Odessos, come base d'operazioni sul basso Danubio in funzione antislava. Bisanzio si astenne dall'approfittare della "distrazione" avara ad occidente, e gli Slavi diedero ben pochi grattacapi.

## Le grandi campagne del 597-602
Arricchiti dai riscatti strappati agli infastiditi Franchi, gli Avari ripresero le loro campagne danubiane nell'autunno del 597, cogliendo gli avversari di sorpresa e riuscendo ad assediare Prisco e il suo esercito a Tomi. Fu solo il 30 marzo 598 che levarono le tende: il redivivo Comenziolo era infatti in arrivo con un esercito di reclute che aveva condotto attraverso la catena dei Balcani fino al Danubio all'altezza di Zikidiba, presso l'attuale Medgidia, a soli 30 chilometri da Tomi. Non si sa il perché, ma Prisco non gli prestò aiuto: Comenziolo dovette sganciarsi su Iatrus, dove le sue forze furono messe in rotta e costrette ad aprirsi la strada a fil di spada oltre la catena balcanica. Gli Avari approfittarono della vittoria e avanzarono su Drizipera presso Arcadiopoli, tra Adrianopoli e Costantinopoli. Qui, tuttavia, gran parte dell'esercito e ben sette figli del khan degli Avari Bayan morirono di peste Comenziolo, caduto temporaneamente in disgrazia, fu rimpiazzato da Filippico, mentre Maurizio convocava le fazioni del Circo (un po' come gli ultrà moderni, e altrettanto politicizzate) e la propria guardia scelta perché difendessero le lunghe mura della capitale. L'imperatore riuscì infine a cavarsi d'impaccio pagando gli Avari; lo stesso anno concluse con il khan Bayan un trattato di pace che peraltro consentiva esplicitamente ai romani di agire contro gli slavi in Valacchia.. Il resto dell'annata fu speso dai romani per riorganizzarsi e analizzare le cause dello scacco subito.
Furono proprio gli imperiali a violare il trattato: Prisco avanzò nell'area di Singidunum e ci svernò nel 598/599. Il 599 vide gli eserciti di Prisco e Comenziolo scendere a valle verso Viminacium e attraversare il Danubio. Sulla sponda settentrionale i due sconfissero gli Avari in una battaglia che fu non solo la loro prima sconfitta "in casa" ma vide anche cadere sul campo altri figli del khan Bayan. Prisco si lanciò quindi verso la pianura pannonica, patria adottiva degli Avari, che sconfisse nel cuore del loro impero, mentre Comenziolo montava la guardia presso il Danubio. In seguito ancora e sempre Prisco devastò una vasta area ad est del Tibisco, rendendo pan per focaccia ad Avari e Slavi per le loro devastazioni nei Balcani. Varie tribù avare e i loro sudditi Gepidi ne furono particolarmente colpiti. Due altre battaglie sulle rive del Tibisco si conclusero con altrettante disfatte avare.
Mentre Prisco portava avanti una campagna degna dei fasti di un Marco Aurelio, l'Esarca di Ravenna Callinico respingeva attacchi slavi in Istria.
Nell'autunno del 599 Comenziolo riaprì le Porte di Traiano, presso l'attuale Šipka, un passo di montagna che i Romani non utilizzavano più da decenni. Nel 601 Pietro, il fratello dell'imperatore Maurizio, avanzò fino al Tibisco e tenne gli Avari alla larga dalle cataratte del Danubio, vitali perché la flotta romana del Danubio potesse accedere alle città di Sirmium e Singidunum. L'anno seguente Pietro sconfisse decisivamente gli Slavi in Valacchia, mentre il khanato Avaro, minacciato dagli Anti e dalla rivolta di varie tribù avare, appariva sull'orlo del tracollo. Una delle tribù ribelli disertò in massa, passando al servizio di Bisanzio. I Romani avevano ristabilito la linea del Danubio e conducevano con successo una difesa attiva in Valacchia e Pannonia. Ma quando Maurizio ordinò all'esercito di svernare per il 602/603 sulla riva settentrionale del Danubio, per consolidare i successi e risparmiare sulle spese d'acquartieramento, i suoi soldati si ammutinarono. Nel 593 Prisco aveva disobbedito a questo stesso ordine, senza patirne conseguenze; Pietro non osò disobbedire a suo fratello e perse rapidamente il controllo dell'esercito, che marciò dritto su Costantinopoli, abbattendo e assassinando Maurizio nel primo putsch militare riuscito della storia dell'impero bizantino.

### Attacco in prossimità di Costantinopoli (597-599)
Nell'estate del 597, il Chagan degli Avari riprese gli attacchi contro l'Impero, entrando nella Misia Tracia ed assediando la città di Tomi. Informatone, Prisco mosse in difesa della città. Imperiali e Avari si accamparono nella vicinanza di Tomi, e, quando arrivò l'inverno, non si mossero da lì. All'arrivo della primavera, tuttavia, la carestia colpì gli Imperiali, ma il Chagan non ne approfittò, anzi: in prossimità della Pasqua del 598, il Chagan garantì agli Imperiali cinque giorni di tregua fornendo loro addirittura carri interi di provviste in modo che potessero superare la carestia; tale generosità potrebbe essere dovuta al fatto che il Chagan fosse stato informato che Comenziolo stesse marciando con un grande esercito in soccorso di Prisco. Il quarto giorno il Chagan richiese a Prisco spezie indiane, e Prisco acconsentì ad inviargliele. Quindi fu firmato un armistizio che durò per tutta la durata della Pasqua. Dopo la conclusione della Pasqua, il Chagan inviò messaggeri per richiedere che le forze si separassero l'una dall'altra; e in questo modo gli Avari si allontanarono dall'esercito imperiale. Il sesto giorno, quando il Chagan fu informato che Comenziolo stava arrivando con un grande esercito a Nicopoli, per assistere Prisco in difficoltà, raccolse l'esercito e andò incontro a Comenziolo. Quando Comenziolo fu informato che il Chagan si trovava in Misia, cominciò la ritirata, desiderando evitare uno scontro con l'intero esercito avaro: si accampò dapprima nei pressi di Zikidiba, per poi raggiungere il settimo giorno Iatro. Gli Avari approfittarono dell'isolamento di Comenziolo e all'alba del giorno successivo giunsero in prossimità del suo accampamento, cogliendo impreparato l'esercito imperiale.
Tuttavia gli Avari rinviarono ogni attacco, probabilmente per riprendersi dopo la lunga marcia, permettendo così agli Imperiali di riorganizzarsi. Gli Avari uscirono comunque vincitori dallo scontro: le fonti dell'epoca, non molto obbiettive a dire il vero, accusarono di incompetenza Comenziolo che avrebbe mandato in confusione l'esercito trasferendo soldati della divisione centrale all'ala sinistra, e altri soldati dall'ala sinistra all'ala destra. Comenziolo tentò la fuga con un pretesto, e anche il suo intero esercito, colto nel panico, batté in ritirata, attraversando il fiume circostante e fuggendo a quaranta miglia dal campo in completo disordine. Gli Avari ne approfittarono chiudendo i passi e sbarrando ogni via di fuga: gli Imperiali a quel punto subirono pesanti perdite ma seppero poi riorganizzarsi formando una falange e costringendo con la forza delle armi i Barbari a ritirarsi dai passi. L'esercito riuscì così a salvarsi, mentre Comenziolo, ancora in fuga, tentò di entrare nella città di Drizipera, ottenendo soltanto insulti per la sua codardia; Comenziolo raggiunse quindi le Lunghe Mura. Nel frattempo gli Avari assediarono ed espugnarono Drizipera, che fu saccheggiata e distrutta.
L'arrivo minaccioso degli Avari in prossimità di Costantinopoli mise in panico gli abitanti della capitale, molti dei quali decisero di migrare in Calcedonia, sulla costa opposta del Bosforo. L'Imperatore Maurizio provvide alla sicurezza della capitale radunando l'esercito, le fazioni dell'Ippodromo e le proprie guardie del corpo e compiendo una spedizione per rinforzare le Lunghe Mura in vista di un attacco nemico che sembrava ormai imminente. L'ottavo giorno il senato bizantino persuase l'Imperatore ad inviare un'ambasceria al Chagan degli Avari: l'ambasciatore imperiale giunse quindi a Drizipera, dov'erano accampati gli Avari, e, dopo dodici giorni di attesa, fu ammesso alla tenda del Chagan. Gli Avari furono tuttavia colpiti dalla peste e, indeboliti da ciò, accettarono il ritiro dal territorio imperiale firmando una nuova pace con l'Impero. In base a questa pace, il Danubio fu ristabilito come confine tra i due stati e fu consentito agli Imperiali di attraversare il Danubio per combattere gli Slavi; in cambio, però, gli Imperiali dovettero aumentare il tributo annuale che dovevano versare agli Avari di 20.000 solidi d'oro (dai 100.000 concordati nel 584 a 120.000 solidi).

### Controffensiva imperiale (599-602)
Una volta che gli Avari si ritirarono oltre Danubio, le truppe imperiali in Tracia inviarono ambasciatori presso l'Imperatore Maurizio accusando il generale Comenziolo di tradimento; Comenziolo fu sottoposto a indagini sul suo operato ma, venendo poi assolto, riottenne il comando dell'esercito nei Balcani. Nell'estate del 599 Comenziolo lasciò la capitale, radunò l'esercito, arrivò nei pressi del Danubio e si ricongiunse con Prisco nei pressi di Singidunum.
Il quarto giorno, nel corso di un'assemblea, Prisco annunciò che la pace con gli Avari era rotta perché Maurizio aveva ordinato ai generali di rompere il trattato. L'esercito si mosse dunque fino a Viminacium, un'isola del Danubio; su quest'isola Comenziolo si ammalò. Mentre i Romani si stavano accingendo a spostarsi dall'isola di Viminacium nel territorio a nord del Danubio, il Chagan apprese delle mosse nemiche. Gli Avari, per tutta risposta, si misero a saccheggiare il territorio imperiale, mentre ai quattro figli del Chagan fu affidato l'incarico di impedire agli Imperiali di attraversare il Danubio. Gli Imperiali costruirono zattere ed attraversarono il Danubio e nella battaglia che seguì sulle rive del fiume ebbero la meglio sugli Avari. Prisco era rimasto con Comenziolo, ammalatosi, a Viminacium e non intendeva raggiungere la battaglia lasciando solo l'altro generale; poiché però l'esercito imperiale era rimasto senza un comandante, i Barbari fecero incursioni nel loro accampamento. I soldati imperiali inviarono messaggeri a Prisco a Viminacium e lo implorarono di assisterli nella battaglia perché, senza il suo comando, a loro dire non avrebbero potuto avere la meglio sul nemico. Non volendo adempiere a ciò senza Comenziolo, lo costrinse a seguirlo ed insieme raggiunsero l'accampamento imperiale. Il secondo giorno ordinò alle navi di spostare le proprie ancore a Viminacium; Prisco temeva che, mentre le loro navi erano stazionate sulle rive del fiume, gli Imperiali avrebbero potuto fare frequenti attraversamenti all'isola, con il rischio di frammentare l'esercito. Poiché gli Avari erano impazienti di confrontarsi in battaglia, il quarto giorno Prisco organizzò l'esercito in tre divisioni e iniziò le operazioni militari; quanto a Comenziolo, sebbene le fonti, come al solito ostili nei suoi confronti, lo accusino di inazione, potrebbe essere stato tutt'altro inattivo: secondo lo Strategikon, nelle campagne contro il Danubio una significativa parte della cavalleria dovrebbe rimanere presso il fiume per proteggere l'attraversamento e diffondere terrore tra gli Slavi minacciando attacchi in direzioni diverse, permettendo all'avanguardia di ottenere vittorie più agevoli su avversari disorganizzati; questo compito potrebbe essere stato affidato a Comenziolo, malgrado il silenzio delle fonti a lui ostili. Seguì dunque una battaglia tra gli Imperiali e gli Avari, questi ultimi divisi in quindici divisioni; la battaglia durò per molte ore, ma alla fine vide trionfare gli Imperiali: si concluse con 3.000 perdite tra gli Imperiale e 4.000 perdite tra gli Avari. Giunta la notte, gli Imperiali tornarono nell'accampamento.
Il terzo giorno si ebbe un'altra battaglia e ancora una volta gli Imperiali ebbero nettamente la meglio, uccidendo 9.000 dei soldati avari. Il decimo giorno si ebbe un'altra battaglia e Prisco ottenne un altro trionfo, uccidendo 15.000 barbari, compresi i figli del Chagan. Il Chagan giunse al fiume Tisso e al tredicesimo giorno radunò un esercito per confrontarsi con gli Imperiali in una quarta battaglia; quando Prisco lo seppe, si accampò presso il fiume Tisso e si confrontò in battaglia con il nemico, ottenendo ancora una volta la vittoria: un gran numero di soldati nemici fu annientato nello scontro. Prisco ordinò a 4.000 soldati di attraversare il Tisso e indagare sulle mosse nemiche: attraversato il fiume, si imbatterono in tre insediamenti gepidi che assalirono e saccheggiarono, dopo aver massacrato 30.000 barbari; attraversato di nuovo il fiume, portarono con sé molti prigionieri e un grande bottino che consegnarono a Prisco. Il ventesimo giorno il Chagan assemblò un altro esercito e si diresse verso il Tisso, dove si scontrò di nuovo con l'esercito di Prisco: gli Imperiali ottennero ancora un altro trionfo, uccidendo molti dell'esercito nemico tra Avari e Slavi e facendo prigionieri 3.000 avari, 8.000 slavi e 6.200 altri barbari. I prigionieri furono deportati nella città di Tomi.
Prima che l'Imperatore venisse a sapere di questi avvenimenti, il Chagan inviò ambasciatori a Maurizio nel tentativo di riavere indietro i prigionieri; Maurizio, intimorito dalle minacce del Chagan e ingannato dalle sue parole, ordinò a Prisco per mezzo di un corriere di restituire i prigionieri al Chagan; e così i prigionieri furono restituiti al Chagan. Nel frattempo Comenziolo raggiunse Novae, e consultò alcuni degli abitanti chiedendo loro se ci fosse una guida che potesse condurre il suo esercito lungo il Percorso di Traiano: egli intendeva percorrere questo percorso per tornare a Costantinopoli per svernarvi ma probabilmente, sebbene le fonti come al solito ostili a Comenziolo evitino di riferirlo, anche riaprire questo importante percorso e rimuovere il pericolo di imboscate slave, un'operazione che avrebbe potuto essere compiuta soltanto d'inverno, quando gli alberi fornivano una protezione minore agli Slavi. Malgrado tentassero di dissuaderlo da percorrere un percorso così impervio e rischioso, Comenziolo restò fermo nel suo proposito di percorrere tale percorso e l'esercito imperiale cominciò a percorrerlo: a causa dell'inverno estremamente rigido, una gran parte degli animali da bagaglio perì e per tale motivo fu criticato quando raggiunse Filippopoli. Qui rimase per il resto dell'inverno, e all'inizio della primavera dell'anno 600, ritornò a Costantinopoli. L'estate successiva fu di nuovo proclamato generale dell'esercito dei Balcani dall'Imperatore Maurizio: nel corso di quest'anno (600/601), il diciannovesimo del regno di Maurizio, non si ebbero battaglie tra Imperiali e Avari. Nel corso del suo ventesimo anno di regno, nell'estate del 601 Maurizio nominò comandante nei Balcani suo fratello Pietro.
Il generale Pietro, assunto il comando dell'esercito, nel corso della sua campagna, soprattutto nell'autunno del 601, si occupò di difendere la provincia di Dardania dagli attacchi degli Avari, i quali, alla testa del loro generale Apsich, tentavano impadronirsi delle Cataratte del Danubio in modo da ostacolare in modo serio le operazioni navali imperiali lungo il fiume. Il Chagan si mosse verso Constantiola, mentre gli Imperiali tornarono nelle loro stazioni in Tracia. Nell'estate del 602, Maurizio fu informato del possibile pericolo che il Chagan potesse attaccare Costantinopoli e ordinò quindi a Pietro di lasciare Adrianopoli, e attraversare il Danubio per condurre campagne in territorio nemico. Pietro assunse come secondo in comando Goduino: l'esercito imperiale, attraversato il Danubio, ottenne dei successi sui nemici, sterminandone molti in battaglia e assicurandosi molti prigionieri. Il Chagan, informato delle incursioni degli Imperiali, inviò un esercito al comando di Apsich per sottomettere gli Anti, che si erano alleati con gli Imperiali.
In questo periodo, molti gruppi di Slavi sudditi degli Avari, si rivoltarono e minacciavano di disertare all'Imperatore Maurizio; il Chagan, sconvolto da queste notizie, tentò in tutti i modi di sottomettere di nuovo i gruppi di Slavi ribelli. All'arrivo dell'autunno, Maurizio cominciò a insistere con Pietro che l'esercito imperiale avrebbe dovuto svernare a nord del Danubio, nel territorio degli Slavi: secondo le fonti la decisione dell'Imperatore sarebbe dovuta alla volontà di risparmiare, ma non si deve dimenticare che lo Strategikon consigliava di attaccare gli Slavi durante l'inverno perché più vulnerabili in questo periodo. Ma i soldati non erano affatto intenzionati ad eseguire gli ordini dell'Imperatore, non volendo svernare in territorio ostile e niente affatto confortevole, e si rivoltarono, costringendo Pietro alla fuga: i soldati ribelli nominarono come comandante il centurione Foca e riuscirono alla fine a detronizzare Maurizio e a nominare come nuovo Imperatore proprio il loro comandante, Foca appunto.

## I Balcani dopo il 602
Maurizio aveva pacificato i Balcani, un'impresa che non si vedeva dai tempi di Anastasio I. Avari e Slavi erano stati rimessi duramente al loro posto, e le province potevano guardare al futuro con un minimo di fiducia. Ricostruzione e ripopolamento sarebbero state le chiavi per assicurare nuovamente il dominio romano. Maurizio progettava infatti di trapiantare soldati-contadini armeni nelle aree spopolate, e di romanizzare gli slavi già insediatisi a dispetto di tutto. Con il suo rovesciamento, questi piani andarono a carte quarantotto così come ogni idea di farla finita con l'impero avaro. Il nuovo imperatore romano Foca (602-610) si sarebbe dovuto battere di nuovo contro la Persia: il nemico orientale occupò l'Armenia non appena le ostilità riesplosero. Pertanto, Foca non poté continuare le campagne danubiane con il vigore di prima, né insediare armeni nei Balcani. In breve fu il declino del dominio romano sull'area, e con esso la fine del Tardoantico in questa cruciale regione.

### Il silenzio prima della tempesta, 602-612
L'opinione che il controllo romano sui Balcani sia crollato di colpo con la rivolta di Foca sembra negata dall'evidenza, almeno secondo alcuni autori.
Foca avrebbe addirittura continuato le campagne di Maurizio su scala ignota, e probabilmente trasferì forze al fronte persiano solo dal 605. Ma anche dopo il 605, è improbabile che abbia ritirato tutte le forze dai Balcani, dato che era lui stesso di origini tracie. Non risultano prove archeologiche come monete seppellite o segni di distruzione che possano far pensare a incursioni slave o avare, per tacere di un collasso totale delle posizioni romane durante il regno di Foca. Al contrario, si sa che dei profughi da Dardania, "Dacia", e "Pannonia" cercarono protezione a Thessalonica solo sotto Eraclio (610-641), successore di Foca. Sotto Foca, per quel che se ne sa, potrebbe persino esservi stato un relativo miglioramento. Risulta evidente che molte fortezze furono ricostruite sotto Maurizio o sotto Foca, ma anche così, fu la passività di quest'ultimo, più o meno obbligata per il deteriorarsi della situazione sul fronte persiano, ad aprire la strada alle massicce invasioni che segnarono il primo decennio di regno di Eraclio e portarono al definitivo collasso del potere romano nei Balcani.

### Le grandi invasioni avaro-slave 612-626
Con tutta probabilità Eraclio fu costretto a ritirare dai Balcani fino all'ultimo soldato. La guerra civile contro Foca fece tracollare il fronte persiano come mai in precedenza. Ciò, insieme ad una serie di campagne vittoriose contro i Longobardi in Friuli nel 610 e contro i Franchi nel 611, incoraggiò i redivivi e riunificati Avari e i loro sudditi slavi a rinnovare le incursioni dal 612 in avanti. Nel decennio 610-619 le cronache tornano a parlarci di saccheggi a tutto spiano un po' ovunque. Città come Justiniana Prima e Salona dovettero soccombere a questi attacchi devastanti. Non si sa di preciso in che periodo una data area venisse sommersa dalla marea slava ma alcuni eventi singoli emergono dalle nebbie di questo periodo; la distruzione di Novae dopo il 613, la conquista di Naissus e Serdica e la distruzione di Justiniana Prima nel 615; e ancora, tre assedi di Thessalonica (610?, 615 e 617), la battaglia di Eraclea sulle sponde del Mar di Marmara nel 619, incursioni di pirati slavi a Creta nel 623 e lo stesso assedio di Costantinopoli tre anni dopo. Dal 620 in avanti, l'archeologia ci parla chiaramente di insediamenti slavi all'interno dei Balcani ormai spopolati.

### Lento declino dei Balcani romanizzati dopo il 626
Alcuni centri sopravvissero alle incursioni avaro-slave e riuscirono a mantenere i contatti con Costantinopoli via mare o per via fluviale. Le cronache menzionano un comandante romano di Singidunum a metà del regno di Eraclio. Ma anche su vari affluenti navigabili del Danubio sopravvissero insediamenti romani, come ad esempio l'attuale Veliko Tărnovo sul fiume Jantra, che conserva persino una chiesa costruita nel VII secolo. Eraclio, nel breve periodo tra la fine dell'ultima guerra contro la Persia (628) e i primi consistenti attacchi arabi nel 634, tentò di ristabilire almeno una parvenza d'autorità imperiale sui Balcani. Ne è chiara testimonianza la costruzione della fortezza di Nicopoli nel 629. Eraclio invitò inoltre i Serbi a stabilirsi in Illiria come foederati contro gli Avari; idem fece in Dalmazia e Pannonia inferiore con i Croati, spintesi fin sulla Sava nel 630. Avendo le sue gatte da pelare ad oriente con gli arabi, comunque, Eraclio non poté fare altro. Il dominio romano nelle aree rurali dei Balcani dovette limitarsi a successi temporanei ottenuti in brevi campagne estive. Le città balcaniche, decadute da Polis classiche a medievali Kastron, non poterono più fiorire come un tempo, essendo incapaci di formare una qualsiasi massa critica culturale ed economica. La loro popolazione venne di conseguenza assimilata dai coloni slavi. Anche così, alcuni centri lungo il Danubio conservarono tratti romani e si mantennero leali a Bisanzio fino all'invasione proto-bulgara del 679. I Protobulgari stessi usarono poi una forma degradata di greco come lingua amministrativa, a dimostrazione del fatto che popolazione e strutture amministrative romane dovettero esistere nella zona persino dopo il 679. In Dalmazia parlate romanze (lingua dalmata) sopravvissero fin verso la fine del XIX secolo, mentre in Macedonia gli antenati dei moderni Aromeni sopravvivevano come allevatori nomadi dediti alla transumanza. A tutt'oggi si discute animatamente sull'origine dei romeni. Secondo Robert Roesler, gli antenati dei moderni romeni vivevano un tempo a sud del Danubio, e migrarono successivamente in Romania: una tesi cara agli Ungheresi, sempre in lotta con i romeni per la Transilvania. L'altra teoria, sostenuta dai nazionalisti romeni, è quella della continuità dacoromana a seguito della conquista romana della Dacia nel 106 ad opera di Traiano e della successiva colonizzazione romana della Transilvania. Nell'Albania centrale, invece, un piccolo gruppo etnico rimasto isolato e intatto in secoli di dominio romano conservò la sua parlata preromana prima per poi sopravvivere all'arrivo in massa degli Slavi: si trattava degli antenati degli Albanesi.
Tutto sommato, il declino della romanità nei Balcani fu lento, e si impose solo per la mancanza di un sufficiente sostegno militare bizantino. Bisanzio, a corto di truppe per i Balcani, non ebbe la possibilità materiale di difendere le comunicazioni tra i centri abitati; solo temporaneamente e a livello locale seppe imporre qua e là il proprio potere agli slavi balcanici, non certo in modo sufficiente ad assimilarli. I bizantini, comunque, sfruttarono ogni tregua sul fronte arabo per soggiogare quanti più slavi potevano e insediarli in massa in Asia Minore. Due secoli dopo le vicende qui narrate, Tracia e Grecia videro un principio di riellenizzazione, mentre il resto della penisola balcanica veniva conquistato dai Bulgari e, con le citate eccezioni di Albanesi e Valacchi/proto-Romeni, permanentemente slavizzata.

## Considerazioni finali

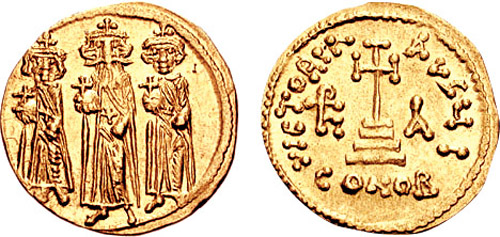
Solidus, di Eraclio I insieme ai figli Costantino III e Eraclio II.

Alla fine, i successi delle campagne di Maurizio furono perduti a causa di Foca. I piani di Maurizio per ricostruire i Balcani e farli colonizzare da soldati-contadini armeni non trovarono applicazione. Eraclio poté fare ancora meno per i Balcani; ne consegue che le campagne mauriziane non fecero che ritardare di vent'anni circa la sommersione dell'area da parte degli slavi. Ma da qui a dire, come si fa spesso e superficialmente, che le campagne di Maurizio furono un fallimento, ce ne passa.
Probabilmente le disfatte subite dagli Avari dal 599 in avanti ebbero un impatto a lungo termine. Gli Avari erano stati sanguinosamente sconfitti sul suolo amico ed avevano scoperto di non essere in grado di difendere se stessi e i propri sudditi. Fino alla battaglia di Viminacium nel 599 erano considerati invincibili, il che permise loro di sfruttare a piacimento i sudditi. Una volta rotto l'incantesimo scoppiarono le prime rivolte, schiacciate dopo il 603. Gli Avari misero a segno altri successi contro Longobardi, Franchi e Romani; quello che non gli riuscì fu di restaurare la loro reputazione. Ciò può spiegare la grande insurrezione slava guidata dal mercante franco Samo nel 623, tre anni prima del fallimentare assedio di Costantinopoli.
Le campagne di Maurizio misero fine al sogno avaro di egemonizzare i Balcani e aprirono la strada alla liquidazione della minaccia avara in quanto tale. Il potere dei khan sarebbe collassato solo dopo il fallimento sotto le mura di Costantinopoli nel 626; il khanato degli Avari sarebbe stato definitivamente distrutto, alla fine, solo molto più tardi, da Carlo Magno e da Krum, tra il 791 e l'808 circa.
Le conquiste musulmane, cominciate negli anni '30 del VII secolo, costarono all'impero romano-bizantino le sue province orientali. La costante minaccia araba sulla vitale Asia Minore ebbe il suo impatto anche sui Balcani; due secoli dovettero passare prima che Bisanzio potesse riprendere l'iniziativa e riconquistare parte delle aree sotto controllo slavo (le Sclavinie). Un altro secolo e mezzo sarebbe passato prima che Basilio II, col ferro e col fuoco, riportasse sotto controllo bizantino l'intera penisola balcanica.

### Fonti primarie
- (EN) Teofilatto Simocatta, The History of Theophylact Simocatta, traduzione di Michael e Mary Whitby, Clarendon Press, 1986, ISBN 0-19-822799-X.

### Fonti secondarie
- (EN) Florin Curta, The Making of the Slavs: History and Archaeology of the Lower Danube Region, c. 500–700, Cambridge, Cambridge University Press, 2001, ISBN 978-11-39-42888-0.
- (DE) Franz Georg Maier, Byzanz, in Fischer Weltgeschichte, vol. 13, Francoforte sul Meno, 1973.
- (EN) Michael Whitby, The Emperor Maurice and his Historian - Theophylact Simocatta on Persian and Balkan Warfare, Clarendon Press, 1988.
- (DE) Walter Pohl, Die Awaren: ein Steppenvolk in Mitteleuropa 567 - 822, C.H.Beck, 2002, ISBN 978-34-06-48969-3.